# Ordem do Crisântemo
A Suprema Ordem do Crisântemo (大勲位菊花章, daikun'i kikkashō) é a condecoração mais importante do Japão. Foi criada em 1876 pelo Imperador Meiji, o Colar, porém, foi acrescentado em 1888. A Ordem do Crisântemo possui algumas notoriedades, tais como o fato de possuir apenas uma classe e de ser concedida também postumamente. Tradicionalmente, desde 1928, aos agraciados em vida concede-se o "Grande Cordão", deixando para as concessões póstumas somente o "Colar" . O único em vida a portar o "Colar" é o Imperador, por sua vez, o soberano da Ordem. 
Além da Família imperial, 50 cidadãos japoneses foram agraciados com esta condecoração. Até hoje o único brasileiro a receber tal condecoração foi o ex-Ministro de Minas e Energia Eliezer Batista, pai do magnata brasileiro, Eike Batista. Outra exceção é a Rainha Elizabeth II, que recebeu tanto o "Colar", em 1962, quanto o "Grande Cordão", em 1971.

## Agraciados

### Em vida
Colar
- S.M.I. o Imperador
- Isabel II do Reino Unido
- Margarida II da Dinamarca
- Haroldo V da Noruega
- Carlos XVI Gustavo da Suécia
- Alberto II da Bélgica
- Mohammed VI do Marrocos
- Abdullah II da Jordânia
- Sirajuddin de Perlis
- Azlan Shah de Perak
- Abdul Halim de Quedá
- Hassanal Bolkiah
- Qaboos bin Said Al Said
- Jigme Singye Wangchuck
- Norodom Sihanouk
- Khalifa bin Hamad Al Thani
- Bhumibol Adulyadej
- João Carlos I de Espanha
- Sabah Al-Ahmad Al-Jaber Al-Sabah

Grande Cordão
- S.M.I. o Imperador
- Isabel II do Reino Unido
- Príncipe Filipe, Duque de Edimburgo
- Carlos, Príncipe de Gales
- Princesa Vitória da Suécia
- Frederico, Príncipe Herdeiro da Dinamarca
- Joaquim da Dinamarca
- Maha Vajiralongkorn
- Guilherme Alexandre dos Países Baixos
- Filipe da Bélgica
- Yasuhiro Nakasone
- Porfirio Diaz
- Gloria Macapagal Arroyo